# Ingvar Johansson (militär)
Bertil Ingvar Johansson, född 5 mars 1925 i Örgryte församling i Göteborgs och Bohus län, död 10 juli 2017 i Katarina distrikt i Stockholm, var en svensk militär.

## Biografi
Efter studentexamen vid Försvarets läroverk i Uppsala 1949 avlade Johansson marinofficersexamen vid Kungliga Sjökrigsskolan 1951 och utnämndes samma år till fänrik vid Älvsborgs kustartilleriregemente. Han befordrades till löjtnant vid Karlskrona kustartilleriregemente 1953 och  gick därefter Stabskursen vid Kungliga Sjökrigshögskolan. År 1962 befordrades han till kapten vid Karlskrona kustartilleriregemente och åren 1963–1967 tjänstgjorde han vid Kvartermästaravdelningen på Försvarsstaben. Han befordrades till major vid Vaxholms kustartilleriregemente 1967 och erhöll samma år tjänst som detaljchef vid Stockholms kustartilleriförsvar. Han befordrades till överstelöjtnant 1971 och tjänstgjorde vid Operationsledningen på Försvarsstaben 1974–1976, varpå han var chef för Materiel- och underhållsavdelningen vid Marinstaben 1976–1983. År 1983 befordrades han till överste, varpå han 1983–1985 var chef för Sektion II i Marinstaben.
Johansson invaldes 1983 som ledamot av Kungliga Örlogsmannasällskapet. Han utträdde ur sällskapet 1999. Ingvar Johansson är begravd på Katarina kyrkogård i Stockholm.

## Utmärkelser
- Riddare av Svärdsorden, 6 juni 1969.[6]